# Wassmer Javelot
Dimensions
Le Wassmer WA 20 Javelot et ses successeurs le WA 21 Javelot II et le WA 22 Super Javelot sont des planeurs monoplaces construits en France dans les années 1950-1960. 
Plus de cent ont été vendus à des clubs et plus de cinquante restaient enregistrés sur le registre français en 2010.

## Conception et développement

### Wassmer WA 20 Javelot
Le Javelot a été conçu par Maurice Collard en vue de proposer un planeur de construction simple ayant de bonnes performances et pouvant remplacer les planeurs allemands d'avant-guerre comme le DFS Weihe et ceux fabriqués en France comme le Nord 2000, ainsi que les planeurs français de la première génération d'après-guerre comme l'Arsenal Air 100, alors largement utilisés par les clubs français.
Le WA 20 Javelot original, connu plus tard comme Javelot I fait son premier vol en août 1956. Il a une aile entièrement en bois de 16,08 m d'envergure et 15,5 m² de surface alaire ce qui lui confère un allongement de 16,7. L'aile haute, en deux parties, est construite autour d'un caisson de torsion constituée d'un longeron à simple caisson et d'un bord d'attaque coffré en contreplaqué. L'aile est entoilée à l'arrière du longeron. Les extrémités de l'aile sont protégées du contact du sol par de petits saumons plats. Les aérofreins se déploient à l'intrados et à l'extrados.
Le Javelot a un fuselage de forme polygonale constitué d'une armature en tube d'acier entoilée. À l'avant de l'aile, il y a quatre lisses et le fuselage est profond et étroit, ce qui, avec une verrière profonde constituée de 3 facettes et galbée en vue de profil, forme un nez arrondi. Le train d'atterrissage est constitué d'un patin cintré amorti par des blocs en caoutchouc et d'une roue fixe. En arrière de l'aile, le fuselage n'a plus que trois lisses, et une arête dorsale. La dérive et la gouverne de direction en bois ont des arêtes droites arrondies au sommet ; le stabilisateur horizontal, qui porte une gouverne d'une seule pièce, est monté sur le dessus du fuselage. Il y a un sabot de queue.

### Wassmer WA 21 Javelot II
Une version révisée, conforme à la définition de la classe Standard, le WA 21 Javelot II fait son premier vol le 25 mars 1958. L'aile est modifiée avec une envergure de 15 m. Elle est composée de 2 bouts d'ailes, fixés avec un dièdre de 4° sur une partie centrale rectangulaire et sans dièdre. Le Javelot II a également reçu deux paires d'ailerons différentiels. Le passage de l'aile en 2 parties à celle en trois parties a nécessité la modification du raccord de l'aile au fuselage. Au milieu des années 1960, 50 Javelot sont déjà livrés.

### Wassmer WA 22 Super Javelot

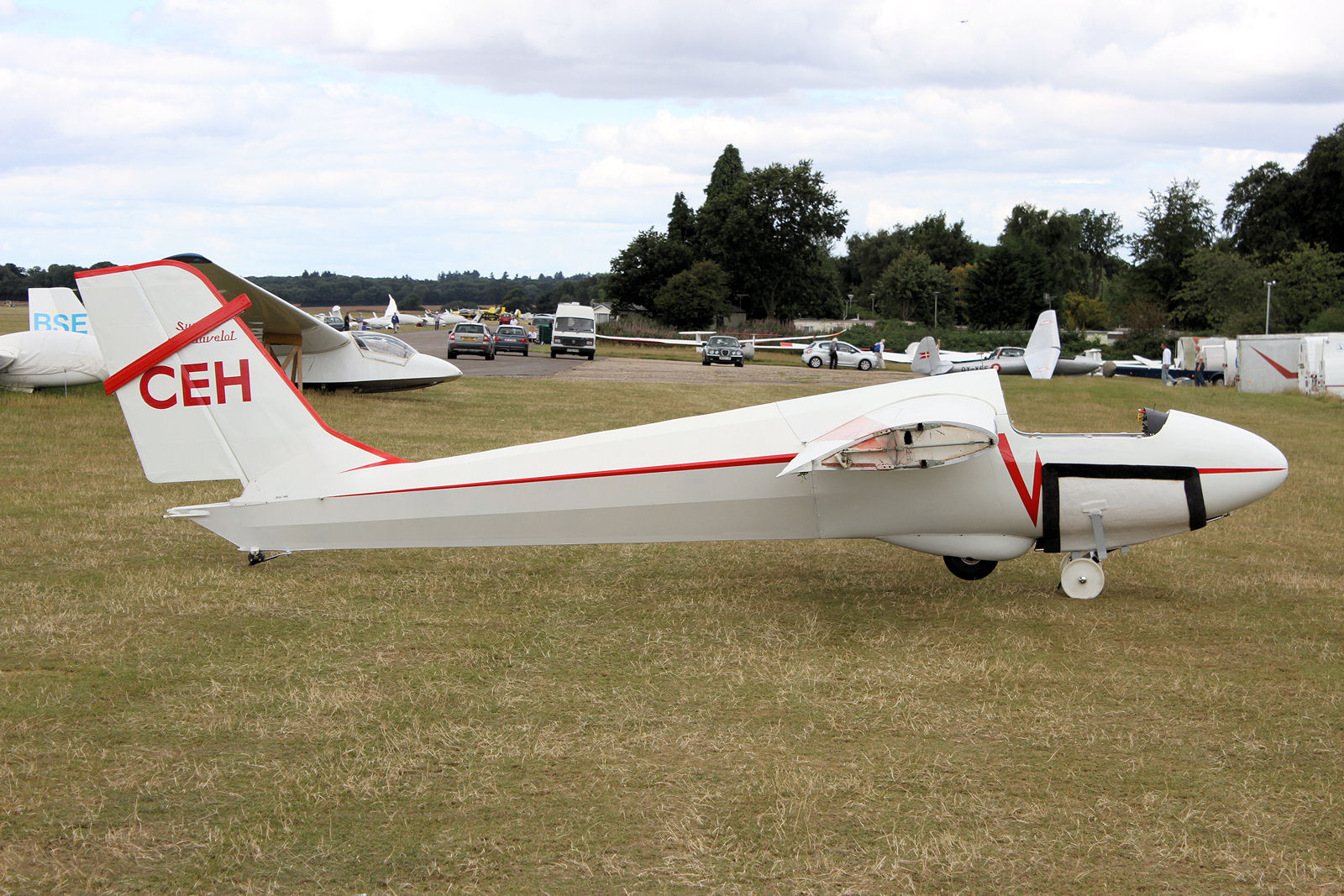
Wassmer 22

D'autre améliorations mènent à la dernière version produite, le WA 22 Super Javelot, qui vole pour la première fois le 26 juin 1961. Initialement, il s'agit de l'aile du Javelot II monté sur un fuselage construit sur la même structure en tubes d'acier mais avec la partie en avant des ailes recouverte d'une coque en composite résine/fibre de verre. Le nez est allongé pour être mieux profilé et une nouvelle verrière plus basse et en une seule pièce installée. À l'arrière, la dérive reste en bois, mais comporte une flèche,. Sur la version WA22A de 1963, le dièdre des ailes extrêmes passe de 1°30' à 4°, l'aérodynamique du raccord aile / fuselage est améliorée et l'ensemble de l'aile est coffrée en contreplaqué de bouleau pour améliorer le flux laminaire.

### Wassmer WA 23
Le Wassmer WA 23 est un développement expérimental avec un fuselage de Super Javelot équipé d'une nouvelle aile de 18 m d'envergure, de 22 d'allongement et un nouveau profil spécialement conçu par Maurice Collard. Le poids à vide du WA 23 était de 295 kg. Il vole pour la première fois le 6 août 1962.

## Historique opérationnel
En 2010, le registre français de l'aviation civile contenait encore quatre Javelot I, quatorze Javelot II et trente-cinq Super Javelots.
En 2019 les chiffres sont en nette augmentation avec : cinq Javelot I, vingt six Javelot II, cinquante trois Super Javelot,

## Variantes
WA 20 Javelot
Premier vol en août 1956. Connu plus tard sous le nom de Javelot I
WA 21 Javelot II
Premier vol le 25 mars 1958.
WA 22 Super Javelot
Premier vol le 26 juin 1961 (A servi aussi pour la validation de l'aile du WA22A en  1963. Modification de l'avant du fuselage et inclinaison de la dérive.
WA 22A Super Javelot (du cn°60 au cn°84) avec augmentation du dièdre des bouts d'ailes (4° à partir du cn° 85).
WA-23
Développement expérimental du WA 22 avec une nouvelle aile de 18 m d'envergure et un allongement de 22.

## Planeurs exposés
- Javelot II au Musée Aéronautique du Berry, Touchay, France
- Super Javelot au Musée Régional de l'Air, Angers, France
- Super Javelot au Musée de l'Aviation de Lyon-Corbas , Lyon-Corbas, France